# إيفين هوفلاند
إيفين هوفلاند (بالنرويجية البوكمول: Even Hovland)‏ (14 فبراير 1989 النرويج - ) هو لاعب كرة قدم نرويجي، يلعب كمدافع.

## وصلات خارجية
إيفين هوفلاند على موقع الاتحاد الأوربي (الإنجليزية)
- إيفين هوفلاند على موقع اتحاد النرويج (النرويجية)
- إيفين هوفلاند على موقع قاعدة بيانات كرة القدم.إي يو (الإنجليزية)
- إيفين هوفلاند على موقع ناشيونال فوتبول تيمز (الإنجليزية)
- إيفين هوفلاند على موقع Soccerbase.com (لاعب) (الإنجليزية)
- إيفين هوفلاند على موقع Soccerway.com (الإنجليزية)
- إيفين هوفلاند على موقع عالم كرة القدم.نت (الإنجليزية)